# ヴィラール級巡洋艦
| ヴィラール級巡洋艦                     | ヴィラール級巡洋艦                                                                            |
| -------------------------------------- | --------------------------------------------------------------------------------------------- |
| 画像をアップロード                     |                                                                                               |
| 艦級概観                               |                                                                                               |
| 艦種                                   | 巡洋艦                                                                                        |
| 艦名                                   |                                                                                               |
| 前級                                   | ラペルーズ級                                                                                  |
| 次級                                   | イフィジェニ                                                                                  |
| 性能諸元（データはネームシップのもの） |                                                                                               |
| 排水量                                 | 常備：2,382トン                                                                               |
| 全長                                   | -m 75.97m（水線長）                                                                           |
| 全幅                                   | 11.58m                                                                                        |
| 吃水                                   | 5.23m～5.49m                                                                                  |
| 機関                                   | 形式不明石炭専焼円缶6基 +横置型コンパウンド・レシプロ機関1基1軸                               |
| 最大出力                               | 2,750hp                                                                                       |
| 最大速力                               | 14.5ノット                                                                                    |
| 航続距離                               | 10ノット/4,000海里                                                                            |
| 燃料                                   | 石炭：400トン                                                                                 |
| 乗員                                   | 264名                                                                                         |
| 兵装                                   | Model 1870 14cm（-口径）単装砲15基 オチキス Model 1885 3.7ｃm（23口径）五連装回転式機砲6～8基 |

ヴィラール級巡洋艦（Villars Class）はフランス海軍が建造した1,000トン台の機帆走巡洋艦で4隻が建造された。フランス海軍ではこの大きさの艦は2等巡洋艦に分類されていた。

## 概要
本級は植民地警備や海外任務に使用する艦として設計・建造された「ラペイルーズ級巡洋艦」と同時期に建造されたフランスの機帆走巡洋艦で、部分的に艦底部に二重底を設けて水雷防御とし、基本は木造船体の一部分に鉄板を使用した改良点である。武装面では16cmライフル砲6基と14cmライフル砲9基の混載であったが、後に14cm単装砲に統一し15基に改められた。

## 艦形と武装
船体の基本形状は艦首水面下に衝角をもつ船体に3本のバーク式マストと中央部に1本煙突を持つ当時の一般的な蒸気船の形態である。1番・2番マストの間に艦橋が設けられ、両脇に船橋（ブリッジ）をもっていた。その背後に雨水よけのカバーのついた1本煙突が立ち、その周囲は艦載艇置き場となっており、2本1組のボート・ダビッドが片舷3組ずつ計6組で運用された。武装は艦首甲板上に14cm単装砲を並列配置で2基、舷側に片舷6基ずつと艦尾甲板上に1基の計15基を配置している。

## 同型艦
- ヴィラール（Villars）

シェルブール工廠で1875年起工、1881年竣工、1896年除籍。
- フォルフェ（Forfait）

ツーロン工廠で1876年起工、1880年竣工、1897年除籍。
- マゴン（Magon）

シェルブール工廠で1877年起工、1882年竣工、1896年除籍。
- ローラン（Roland）

シェルブール工廠で1877年起工、1885年竣工、1898年除籍。

## 参考図書
- 「世界の艦船 増刊　フランス戦艦史」（海人社)
- 「Conway All The World's Fightingships 1860-1905」（Conway）